# 越前町立織田中学校
越前町立織田中学校（えちぜんちょうりつ おたちゅうがっこう）は、福井県丹生郡越前町下河原にある町立中学校。

## 沿革
- 昭和22年5月1日—福井県丹生郡織田村立織田中学校を創立。
- 昭和25年4月1日— 福井県丹生郡織田村・萩野村・常盤村組合立織田中学校と改名。
- 昭和26年11月3日—福井県丹生郡織田町織田中学校と改名。
- 昭和42年4月— 学校給食委嘱校となる。
- 平成16年9月30日−オーストラリアバードウッドハイスクール生徒１６名を受け入れた。
- 平成17年2月1日—町村合併により越前町立織田中学校と改名。
- 平成19年4月2日—福井市教育委員会より「福井型コミュニティ・スクール推進校」に指定される。

## 教育方針
「夢に向かって主体的に生きる生徒の育成」

## 進学前小学校
- 越前町立織田小学校
- 越前町立萩野小学校